# Peltosaari (ö i Norra Savolax, Kuopio, lat 62,93, long 27,62)
Peltosaari är en ö i Finland. Den ligger i Kallavesi (norra delen) och i norra delen av sjön Kallavesi och i  kommunen Kuopio i den ekonomiska regionen  Kuopio ekonomiska region  och landskapet Norra Savolax, i den centrala delen av landet, 300 km norr om huvudstaden Helsingfors. Öns area är 2 hektar och dess största längd är 210 meter i nord-sydlig riktning.